# Fairey Seafox
El Fairey Seafox fue un hidroavión de reconocimiento británico de la década de 1930, diseñado y construido por Fairey para la Fleet Air Arm. Fue diseñado para ser catapultado desde la cubierta de un crucero ligero y prestó servicio en la Segunda Guerra Mundial. Se construyeron sesenta y seis unidades, dos de las cuales se terminaron sin flotadores y se utilizaron como aviones terrestres.

## Diseño y desarrollo
El Fairey Seafox se construyó para cubrir la Especificación S.11/32 del Ministerio del Aire para un hidroavión biplaza de reconocimiento y observación. El primero de los dos prototipos apareció en 1936, con su primer vuelo el 27 de mayo, entregándose el primero de los 64 aviones de producción en 1937. Los destacamentos se organizaron como el 700.º Escuadrón Aéreo Naval del Fleet Air Arm.
El fuselaje era monocasco totalmente metálico, con las alas recubiertas de metal en el borde de ataque y tela en el resto. Estaba propulsado por un motor Napier Rapier H de 295 kW (395 hp) refrigerado por aire. Tenía una velocidad de crucero de 171 km/h y una autonomía de 710 km. El Seafox se manejaba bien, pero fue criticado por tener poca potencia, la refrigeración del motor era deficiente y las velocidades de aterrizaje eran más altas de lo deseado.

## Historia operacional
En 1939, un Seafox participó en la batalla del Río de la Plata contra el acorazado de bolsillo alemán Admiral Graf Spee, realizando labores de corrección para los artilleros navales. Los Seafox operaron durante la primera parte de la guerra desde los cruceros HMS Emerald, Neptune, Orion, Ajax, Arethusa y Penelope y los cruceros mercantes armados HMS Pretoria Castle, RMS Asturias y Alcantara. Permanecieron en servicio hasta 1943.

## Operadores
Reino Unido
- Marina Real (Fleet Air Arm)

## Especificaciones
Referencia datos: Fairey Aircraft since 1915 

### Características generales
- Tripulación: Dos
- Longitud: 10,2 m (33,4 ft)
- Envergadura: 12 m (39,4 ft)
- Altura: 3,7 m (12,2 ft)
- Superficie alar: 40,3 m² (433,8 ft²)
- Peso vacío: 1726 kg (3804,1 lb)
- Peso cargado: 2458 kg (5417,4 lb)
- Planta motriz: 1× motor lineal H16 refrigerado por líquido Napier Rapier VI.
  - Potencia: 295 kW (407 HP; 401 CV)
- Hélices: Tripala
- Capacidad de combustible: 440 L

### Rendimiento
- Velocidad máxima operativa (Vno): 200 km/h (124 MPH; 108 kt) a 1786 m (5860 pies) (altitud nominal)
- Velocidad crucero (Vc): 171 km/h (106 MPH; 92 kt)
- Alcance: 710 km (383 nmi; 441 mi) (4 h 15 min)
- Techo de vuelo: 3000 m (9843 ft)
- Tiempo a altitud: 15 min 30 s para 1500 m (5000 pies)
- Velocidad de descenso: 93 km/h

### Armamento
- Ametralladoras: 

  - 1 de 7,7 mm
- Bombas: 

  - 2 de 45 kg u 8 de 9,1 kg en soportes subalares

## Aeronaves relacionadas

### Aeronaves similares
- Arado Ar 196
- Curtiss SOC Seagull
- Mitsubishi F1M
- Fokker C.XI
- Hawker Osprey
- Supermarine Walrus